# 다치 논리
논리학에서 다치 논리는 두 개 이상의 진릿값이 있는 명제 논리이다. 전통적으로 아리스토텔레스의 논리 미적분학 에서는 모든 명제에 대해 두 가지 가능한 값(즉, "참"과 "거짓")만 있었다. 고전적인 이치 논리는 n 이 2보다 큰 경우 n 값 논리로 확장될 수 있다. 문헌에서 가장 인기 있는 것은 3치 (예: 우카시에비치 및 클레이니, "true", "false" 및 "unknown" 값을 허용함), 4치, 9치, 그리고 유한 치, 그리고 퍼지 논리 및 확률 논리와 같은 무한 치이다.

## 역사
배중률의 법칙을 완전히 받아들이지 않은 최초의 알려진 고전 논리학자는 아리스토텔레스였다. 아리스토텔레스는 자신의 법칙이 미래의 사건에 모두 적용되는 것은 아니라고 인정했다. 그러나 그는 이 고립된 발언을 설명하기 위해 다치 논리 시스템을 만들지 않았다. 20세기가 오기 전까지 논리학자들은 배중률을 포함하거나 가정하는 아리스토텔레스 논리를 따랐다.
20세기는 다치 논리의 개념을 다시 불러일으켰다. 폴란드 논리학자이자 철학자인 얀 우카시에비치는 미래시점 우연명제의 문제를 다루기 위해 세 번째 값인 "가능"을 사용하여 다치 논리 시스템을 만들기 시작했다. 한편, 미국 수학자 에밀 포스트도 n≥ 2(n 은 진리값)의 공식화를 도입했다.나중에, 우카시에비치과 알프레트 타르스키는 함께 n≥ 2일 때의 공식화를 도입했다. 1932년 한스 라이헨바흐는 n →∞인 많은 진리값의 논리를 공식화했다. 쿠르트 괴델은 직관 논리가 유한치 논리가 아니라는 것을 보여주었고,  고전 논리와 직관 논리 사이의 중간인 괴델 논리 체계를 정의했다. 이러한 논리는 초직관 논리이다.

## 예

### 클레이니 (강)K3및 프리스트 논리P3
클레이니의 "(강한) 불확정성 논리" K3 (때때로 {\displaystyle K_{3}^{S}} ) 및 Priest의 "역설의 논리"는 세 번째 "정의되지 않은" 또는 "불확정한" 진리 값 I 가 추가된다. 부정 (¬), 논리곱 (∧), 논리합 (∨) 등에 대한 진리 함수는 다음과 같이 주어진다.
| ~ |   |
| - | - |
| T | F |
| I | I |
| F | T |

| ∧ | T | I | F |
| - | - | - | - |
| T | T | I | F |
| I | I | I | F |
| F | F | F | F |

| ∨ | T | I | F |
| - | - | - | - |
| T | T | T | T |
| I | T | I | I |
| F | T | I | F |

| → K | T | I | F |
| --- | - | - | - |
| T   | T | I | F |
| I   | T | I | I |
| F   | T | T | T |

| ↔ K | T | I | F |
| --- | - | - | - |
| T   | T | I | F |
| I   | I | I | I |
| F   | F | I | T |

두 논리의 차이점은 동어반복이 정의되는 방식에 있다. K3 에서는 T 만이 지정된 진리값 이고 P3에서는 T 와 I 둘 다 그러하다.

### Bochvar의 내부 3값 논리
또 다른 논리는 Dmitry Bochvar의 "내부" 3치 논리이다. {\displaystyle B_{3}^{I}}, Kleene의 약한 3치 논리라고도 한다. 부정과 조건을 제외하고 진리표는 모두 위와 다르다.
| ∧+ | T | I | F |
| -- | - | - | - |
| T  | T | I | F |
| I  | I | I | I |
| F  | F | I | F |

| ∨+ | T | I | F |
| -- | - | - | - |
| T  | T | I | T |
| I  | I | I | I |
| F  | T | I | F |

| →+ | T | I | F |
| -- | - | - | - |
| T  | T | I | F |
| I  | I | I | I |
| F  | T | I | T |

Bochvar의 "내부" 논리에서 중간 진리값은 다른 변수의 값에 관계없이 공식으로 전파되기 때문에 "전염성"이라고 설명할 수 있다.

### Belnap 논리 (B4)
Belnap 의 논리 B4 콤바인 K3 P3 과잉 결정된 진리값은 여기에서 B 로 표시되고 과소 결정된 진리값은 N으로 표시 된다.
| f¬ |   |
| -- | - |
| T  | F |
| B  | B |
| N  | N |
| F  | T |

| f∧ | T | B | N | F |
| -- | - | - | - | - |
| T  | T | B | N | F |
| B  | B | B | F | F |
| N  | N | F | N | F |
| F  | F | F | F | F |

| f∨ | T | B | N | F |
| -- | - | - | - | - |
| T  | T | T | T | T |
| B  | T | B | T | B |
| N  | T | T | N | N |
| F  | T | B | N | F |

### 괴델 논리Gk및G∞
1932년 괴델은 {\displaystyle G_{k}}를 많은 진리값 {\displaystyle 0,{\tfrac {1}{k-1}},{\tfrac {2}{k-1}},\ldots ,{\tfrac {k-2}{k-1}},1}, 을 갖는 다치 논리로 정의했다. 비슷한 방식으로 그는 무한히 많은 진리값을 가진 논리를 정의했다. {\displaystyle G_{\infty }}, 여기서 진리값은 {\displaystyle [0,1]} 구간의 모든 실수이다.
{\displaystyle \wedge } 그리고 {\displaystyle \vee } 최소값과 최대값으로 각각 정의된다.
{\displaystyle {\begin{aligned}u\wedge v&:=\min\{u,v\}\\u\vee v&:=\max\{u,v\}\end{aligned}}}
{\displaystyle \neg _{G}} 그리고 {\displaystyle {\xrightarrow[{G}]{}}} 다음과 같이 정의된다.
{\displaystyle {\begin{aligned}\neg _{G}u&={\begin{cases}1,&{\text{if }}u=0\\0,&{\text{if }}u>0\end{cases}}\\u{\xrightarrow[{G}]{}}v&={\begin{cases}1,&{\text{if }}u\leq v\\v,&{\text{if }}u>v\end{cases}}\end{aligned}}}
괴델 논리는 완전히 공리화될 수 있다. 즉, 모든 동어반복이 증명 가능한 논리적 미적분학을 정의하는 것이 가능하다.

### Łukasiewicz 논리Lv및L∞
{\displaystyle {\xrightarrow[{L}]{}}} 그리고  {\displaystyle {\underset {L}{\neg }}}는 얀 우카시에비치는 다음 함수를 통해 정의했다.
{\displaystyle {\begin{aligned}{\underset {L}{\neg }}u&:=1-u\\u{\xrightarrow[{L}]{}}v&:=\min\{1,1-u+v\}\end{aligned}}}
처음에 그는 1920년에 자신의 3치 논리를 위해 이러한 정의를 사용했다.1922년 그는 무한히 많은 값을 가진 논리를 개발했다. {\displaystyle L_{\infty }}, 진리값이 구간의 실수에 걸쳐 있는 경우 {\displaystyle [0,1]} . 두 경우 모두 지정된 진리값은 1이었다.
괴델 논리와 같은 방식으로 정의된 진리값을 채택함으로써 {\displaystyle 0,{\tfrac {1}{v-1}},{\tfrac {2}{v-1}},\ldots ,{\tfrac {v-2}{v-1}},1}, 유한 가치 논리 계열을 만드는 것이 가능하다. {\displaystyle L_{v}}, 위에서 언급한 {\displaystyle L_{\infty }} 그리고 논리 {\displaystyle L_{\aleph _{0}}}, 여기서 진리값은 구간  {\displaystyle [0,1]}의 유리수로 주어진다.

## 적용
다치 논리의 적용은 대략 두 그룹으로 분류할 수 있다. 첫 번째 그룹은 다치 논리를 사용하여 이진 문제를 보다 효율적으로 해결한다. 예를 들어, 다중 출력 불 함수를 나타내는 잘 알려진 접근 방식은 출력 부분을 단일 다값 변수로 처리하고 단일 출력 특성 함수 (특히 지시 함수 )로 변환하는 것이다.
두 번째 그룹은 다치 메모리, 산술 회로, FPGA(Field Programmable Gate Array )와 같이 2개 이상의 개별 신호 레벨을 사용하는 전자 회로 설계를 목표로 한다.

## 같이 보기
- 퍼지 논리
- 에밀 포스트
- 연관 논리
- 거짓 딜레마
- IEEE 1164
- 베릴로그
- 세-상태